# Саут Јуба (Калифорнија)
Саут Јуба (енгл. South Yuba) град је у америчкој савезној држави Калифорнија.

## Демографија
По попису из 2000. године број становника је 12.651.
| Група             | 2000.         | 2010.    |
| Белци             | 7.515 (59,4%) | 0 (0,0%) |
| Афроамериканци    | 212 (1,7%)    | 0 (0,0%) |
| Азијати           | 2.904 (23,0%) | 0 (0,0%) |
| Хиспаноамериканци | 1.501 (11,9%) | 0 (0,0%) |
| Укупно            | 12.651        | 0        |